# آمونیوم تیوسولفات
آمونیوم تیوسولفات (به انگلیسی: Ammonium thiosulfate) یک ترکیب معدنی است. این ماده به شکل بلورهای جامد سفید است که بویی شبیه آمونیاک می‌دهد. این ماده که به آسانی در آب حل می‌شود، در استون قابلیت کمی برای حل شدن دارد و در اتانول و دی‌اتیل اتر نامحلول است.

## موارد استفاده

### عکاسی
آمونیوم تیوسولفات به‌عنوان عامل ثبوت در عکاسی مورد استفاده قرار می‌گیرد که تأثیر آن به مراتب سریع‌تر از سدیم تیوسولفات است.

### معدن
از این ماده در حضور مس به عنوان یک کاتالیزور فروکافت در شستن طلا و نقره استفاده می‌کنند. این ماده جایگزین غیر سمی برای سیانیداسیون طلا است.

### کشاورزی
مطالعات نشان می‌دهند که می‌توان از آمونیوم تیوسولفات در کشاورزی به عنوان کود استفاده کرد.

### بهداشت محیط
با مخلوط کردن آمونیوم تیوسولفات با زباله‌ها و ضایعات زغال‌سنگ، می‌توان از ایجاد ترکیبات بسیار سمی از قبیل فوران و دی‌اکسین‌ها (dioxins) جلوگیری کرد.